# 克拉延卡
克拉延卡是波蘭的城鎮，位於該國西北部，距離皮瓦23公里，由大波蘭省負責管轄，面積3.77平方公里，2006年人口3,651。在第一次瓜分波蘭中，該鎮在1772年被納入普魯士王國管治範圍。

## 外部連結
- Official website of Krajenka （页面存档备份，存于）
- landkartenarchiv.de: Krojanke on Continental Straßenkarte Karte 15 - Bromberg map of 1921-1930[永久]

53°18′N 16°59′E / 53.300°N 16.983°E